# كارلوس بيوسيلي
كارلوس ديسيديريو بيوسيلي (بالإسبانية: Carlos Desiderio Peucelle) (13 سبتمبر 1908 – 1 أبريل 1990) لاعب كرة قدم أرجنتيني كان يجيد اللعب في مركز الجناح الأيمن وكان يعتبر في حينها من أفضل اللاعبين المهاريين في الأرجنتين وتم إطلاق لقب (الآلة) على الفريق ككل الذي ساهم في تحقيق العديد من البطولات مع نادي ريفر بليت في الثلاثينات والأربعينات من القرن العشرين.

## المسيرة كلاعب
بدأ بيوسيلي مسيرته الرياضية في نادي سان تيلمو وسبورتيفو بوينس آيرس ثم انضم إلى النادي العملاق ريفر بليت مقابل 10 آلاف بيسو.
لعب بيوسيلي لصالح نادي ريفر بليت من 1931 إلى 1941 (407 مباراة مسجلا 143 هدف). خلال هذا الوقت تم تتويج النادي ببطولة الدوري 4 مرات في 1932، 1936، 1937، و 1941.
شارك بيوسيلي مع منتخب الأرجنتين وشارك في بطولة كأس العالم لكرة القدم 1930 وسجل 3 أهداف ولعب في المباراة النهائية في مواجهة منتخب الأوروغواي  التي خسرها بنتيجة 2-4.
كما ساهم بيوسيلي في تتويج منتخب الأرجنتين ببطولة كأس أمريكا الجنوبية مرتين في 1929  و1937.
في المجمل لعب بيوسيلي 59 مباراة دولية مع منتخب الأرجنتين مسجلا 12 هدف.

## البطولات
- ريفر بليت
  - دوري الدرجة الممتازة (4) : 1932، 1936، 1937، 1941
- منتخب الأرجنتين
  - كأس أمريكا الجنوبية (2) : 1929، 1937

## المسيرة التدريبية
بعد اعتزاله اللعب تولى تدريب عدة أندية في قارة أمريكا الجنوبية بما فيها ديبورتيفو كالي الكولومبي، ديبورتيفو سابريسا الكوستاريكي، سبورتنغ كريستال لبيروفي، وأوليمبيا أسونسيون الباراغواياني كما تولى تدريب أندية ريفر بليت وسان لورينزو في الأرجنتين.

## حقائق
- أسس بيوسيلي أول مدرسة كرة قدم للناشئين في كولومبيا.[1]
- ألف بيوسيلي كتاب عن العصر الذهبي الذي عايشه في نادي ريفر بليت بعنوان (تاريخ الآلة في نادي ريفر بليت).
- حصل بيوسيلي على لقب أغلى لاعب أرجنتيني عند انتقاله من نادي سبورتيفو بوينس آيرس.[5]

## وصلات خارجية
- كارلوس بيوسيلي على موقع الاتحاد الدولي (مؤرشف)  (الإنجليزية)
- كارلوس بيوسيلي على موقع قاعدة بيانات كرة القدم.إي يو (الإنجليزية)
- كارلوس بيوسيلي على موقع ناشيونال فوتبول تيمز (الإنجليزية)

- السيرة الذاتية في موقع مصنع كرة القدم